# Ceinture périphérique extérieure de Jakarta

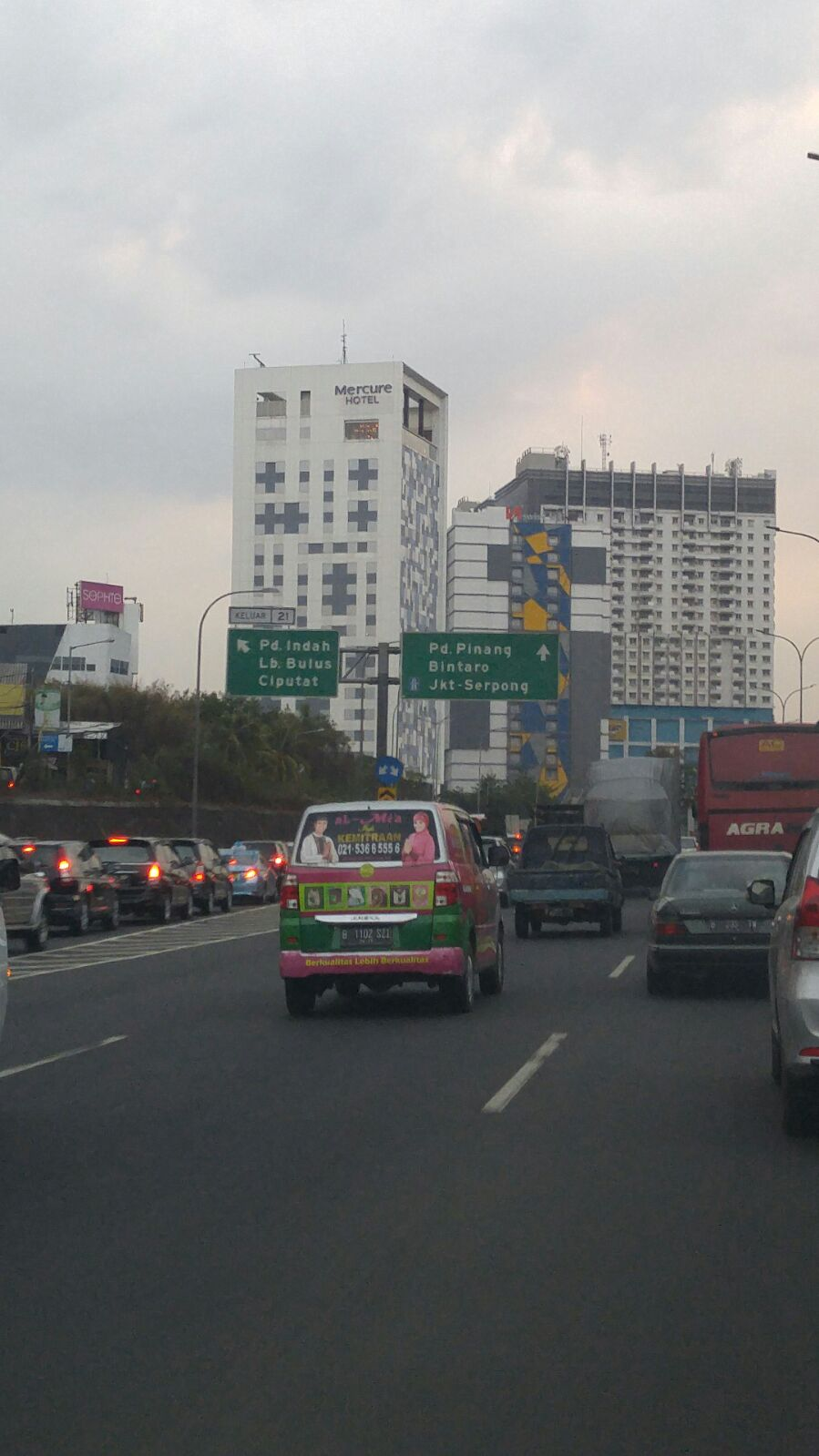
La Jakarta Outer Ring Road à Pondok Indah.

La ceinture périphérique extérieure de Jakarta, en indonésien Jalan Lingkar Luar Jakarta et en anglais Jakarta Outer Ring Road ou JORR, est une autoroute à péage qui ceinture l'extérieur de Jakarta, la capitale de l'Indonésie.
Elle fait partie du projet d'autoroute transjavanaise qui reliera Merak sur la côte occidentale de Java à Banyuwangi sur la côte orientale.